# Judo in Suriname
Judo werd in Suriname in 1951 geïntroduceerd; de eerste vereniging volgde een jaar later. De eerste Surinamer die een 1e dan behaalde was André Kamperveen. Hij had een belangrijke rol in meer sporten en was ook in de judosport invloedrijk. De overkoepelende organisatie is de Surinaamse Judo Federatie; de SJF is onder meer lid van het Surinaams Olympisch Comité.

## Geschiedenis

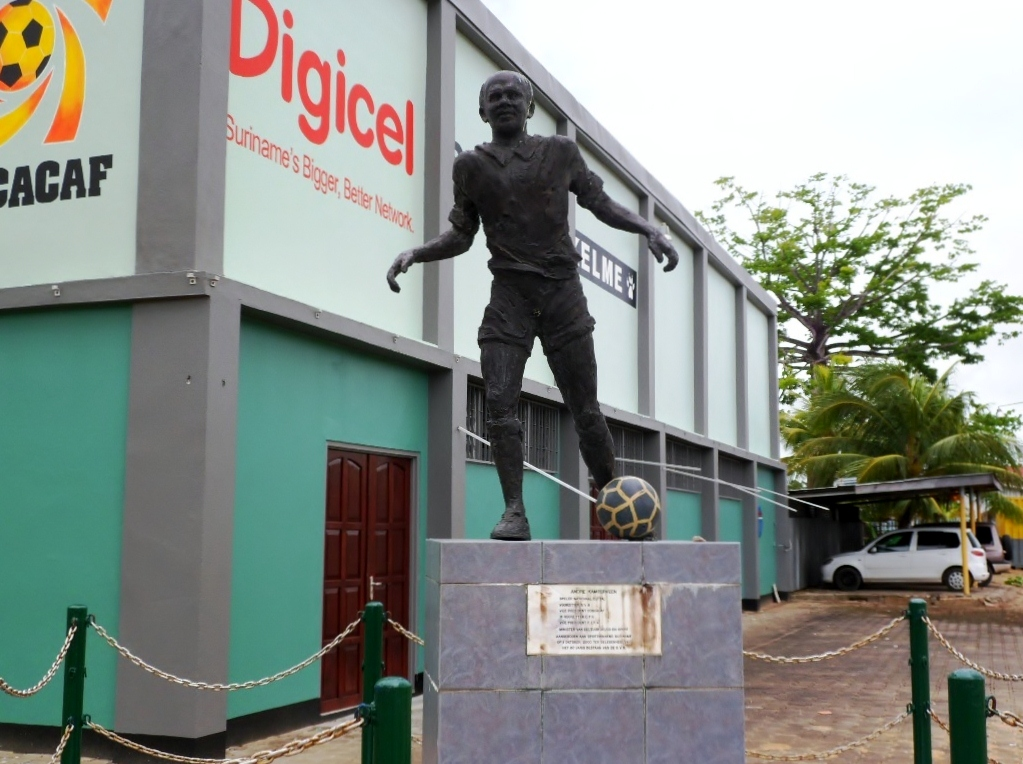
Standbeeld voor André Kamperveen, die veel betekende voor onder meer het judo

Judo werd op 8 september 1951 in Suriname geïntroduceerd door N.H. Kroon. Hij had toen de blauwe band en was op 20 mei 1952 een van de oprichters van de Surinaamse Jiu Jitsu en Judo Amateursvereniging (SJJA). Hij was een leerling van Maurice van Nieuwehuizen, een vroege Nederlandse judoka die voor de Tweede Wereldoorlog judo van Japanners leerde. In Suriname was hij de judoleraar bij de SJJA. Op 30 september 1952 werd de eerste judodemonstratie gegeven op het terrein van de Chinese vereniging Chung Fa Foei Kon. Na deze demonstratie keerden Kroon en enkele andere judoka's terug naar Nederland en zakte de belangstelling voor judo in Suriname de eerste tijd in.
Op 3 mei 1957 richtte André Kamperveen Kodokan op, een judovereniging die in de tijd erna een belangrijke rol speelde in de Surinaamse judogeschiedenis. Hij behaalde later als eerste Surinamer de zwarte band en tijdens de CIOS-opleiding de 2e dan. Op 24 februari 1958 werden de eerste clubkampioenschappen georganiseerd. Ook werden examens afgelegd, waarin Eddy Murray een gele band behaalde. Murray speelde later een belangrijke rol in de Surinaamse judosport. In augustus 1967 werden de eerste internationale judowedstrijden gespeeld tijdens de Koninkrijksspelen.
In 1964 deed Kamperveen al eens een poging om een jiujitsu- en judobond op te richten. Hij slaagde hier uiteindelijk op 6 juni 1968 in met de oprichting van de Surinaamse Judo Bond. Hij werd ook de eerste voorzitter. Op 30 maart 1969 behaalde Eddy Murray de zwarte band, wat de eerste keer was dat dit op Surinaamse bodem gebeurde. Onder vertegenwoordiging van Ronny Wijngaarde werd de SJF in juli 1970 toegelaten tot de Caraibische Judo Federatie, waardoor er aan Caraïbische toernooien deelgenomen kon worden.
Er zijn vier judoka's die voor Suriname uitkwamen op de Olympische Spelen: Iwan Blijd (1972), Ricardo Elmont (1976), Mohamed Madhar (1984 en 1988) en Yigal Kopinsky (2016).